# DEKO
DEKO P/S er en dansk virksomhed, der udvikler, producerer og monterer opdelingssystemer til loft og væg. Disse opdelingssystemer kan være i glas, gips og træ. Virksomheden har hovedkvarter i Taastrup med afdelinger i Nørresundby og Vejle. DEKO blev etableret i 1981 og er i dag ejet af Marianne Hagedorn Bremer og Peter Søderberg Krogh. I 2024 havde DEKO P/S 220 ansatte og en årsomsætning på ca. 500 mio. kroner.